# Vanillinsäure
Vanillinsäure (4-Hydroxy-3-methoxybenzoesäure) ist eine organische chemische Verbindung und gehört zur Gruppe der Phenolsäuren. Die Substanz leitet sich strukturell sowohl von der Benzoesäure, als auch vom Guajacol (o-Methoxyphenol) ab.

## Vorkommen
Es finden sich Spuren von Vanillinsäure in verschiedenen Obstsorten wie Erdbeeren (Fragaria spp) und in zahlreichen anderen Pflanzen, wie Zwiebeln (Allium cepa),  Salbei (Salvia sp.), Ginseng (Panax ginseng) oder der Riesen-Goldrute (Solidago gigantea). Sie findet sich in alkoholischen Getränken wie Rotwein, und als Abbauprodukt von Adrenalin und Noradrenalin im Harn. Die höchsten bekannten Vorkommen von Vanillinsäure in Pflanzen sind in der Wurzel von Picrorhiza kurrooa mit 1.000 ppm und in den Früchten des Echten Korianders (Coriandrum sativum) mit 960 ppm.

## Gewinnung und Darstellung
Vanillinsäure entsteht bei Ligninabbau durch holzzerstörende Pilze oder bei der Oxidation von Vanillin.
Biochemisch ist Vanillinsäure ein Zwischenprodukt bei der Herstellung von Vanillin aus Ferulasäure.

## Eigenschaften
Sowohl Vanillin als auch Vanillinsäure besitzen antimikrobielle Eigenschaften.
Vanillinsäure hemmt die Hefe Saccharomyces cerevisiae und das Wachstum von Zymomonas mobilis. In vitro hemmt Vanillinsäure das Wachstum von Proteus mirabilis in Urin und der von dem Keim erzeugten Nierensteine.